# Maurice Van Ysendyck
 (janvier 2018).
Si vous disposez d'ouvrages ou d'articles de référence ou si vous connaissez des sites web de qualité traitant du thème abordé ici, merci de compléter l'article en donnant les références utiles à sa vérifiabilité et en les liant à la section « Notes et références ».
Maurice Van Ysendyck, né à Schaerbeek le 21 octobre 1868 et mort à Bruxelles le 22 octobre 1941,  est un architecte belge.

## Biographie
Maurice Van Ysendyck, est le fils de l'architecte Jules-Jacques Van Ysendyck, le champion du style néo-renaissance flamande en Belgique, auprès duquel il commença sa formation et dont il continua plusieurs œuvres inachevées ou détruites.
Il se perfectionna de 1888 à 1892 à l'Académie royale des beaux-arts de Bruxelles.
En 1890, il prit part au Salon d'Architecture de l'Exposition des Beaux-Arts de Bruxelles aux côtés de Victor Horta et de Henri Van Dievoet.

## Œuvres

### Œuvres personnelles
- Halles universitaires de Louvain, anciennes Halles aux draps, restauration, rénovation (Naamsestraat 22).
- Église paroissiale Saint-Pierre à Lo-Reninge.
- Église Notre-Dame à Beersel, restauration, agrandissements.
- Bureau de poste, Kardinaal Cardijnstraat 9, à Halle, Brabant-flamand.
- Maison pour G. Sovet, rue aux Laines, 56, à Bruxelles, en style gothique flamboyant[1] (1901).

### Contributions à l'œuvre de son père
- Continuation de la restauration de l'église Notre-Dame du Sablon à Bruxelles et à la reconstruction de la sacristie.
- Maison communale de Schaerbeek, reconstruite à l'identique et agrandie après l'incendie de 1911 par Maurice Van Ysendyck[2] de 1912 à 1915.
- Gare d'Anvers-Sud, Anvers, Place Simon Bolivar (1894-1903) dont il continua la construction après la mort de son père (gare démolie en 1965).
- achèvement de la Caserne des Grenadiers - Bruxelles, rue des Petits Carmes.